# Parkanlage Münchenstraße

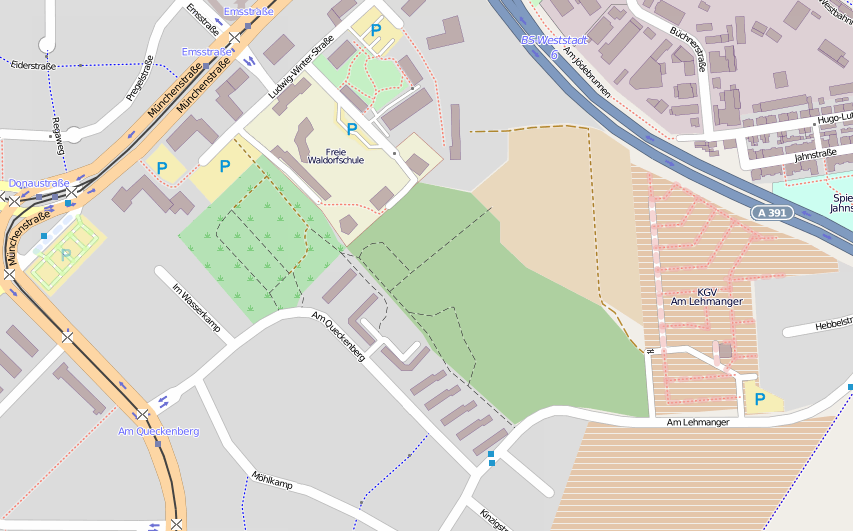
Plan der Fläche

Parkanlage Münchenstraße ist der Projektname eines geplanten Parks im Donauviertel in der Braunschweiger Weststadt. Das Projekt sieht die Umwandlung eines Brachgeländes in eine Parkanlage vor. In neuen Berichten wird es auch als Quartierspark Am Queckenberg bezeichnet.
Das Gelände ist aufgeteilt in einen nordwestlichen kleineren Teil, der teils mit Wiesen durchzogen ist, und einen größeren südöstlichen Teil mit hohem und dichten Baumbestand. An die waldähnliche Grünfläche grenzt ein Feld. Der neue Park im Osten der Weststadt entsteht zwischen Ludwig-Winter-Straße, Am Queckenberg, Am Lehmanger und der A 391. Der Park soll im Stil der Moderne gestaltet werden.

## Geschichte
Die Brachfläche war bis 1945 Teil der Gelände des Fliegerhorsts Braunschweig-Broitzem und der Kaserne Broitzemer Straße. Manche Gebäude, die sich auf diesem Areal befanden, wurden nach 1945 gesprengt oder noch einige Zeit gewerblich genutzt, ehe auch sie abgerissen wurden. Vor der Entstehung des Flugplatzes und den anliegenden Gebäuden erstreckten sich in diesem Bereich Felder und Wiesen.
Planungen für diesen Park gab es schon in den 1970er Jahren. Jedoch konnte die Finanzierung für eine Realisierung lange Zeit nicht gesichert werden. Mit dem 1987 genehmigten und bis heute gültigen Bebauungsplan WI 63 BI „Altes Kasernengelände Münchenstraße“, und somit auch im Flächennutzungsplan, wurde das Gebiet als öffentliche Parkfläche festgelegt. Außerdem sollten östlich davon Sportplätze und ein Vereinshaus entstehen.
Als sich die Stadt Braunschweig 2004 für den Titel als Europäische Kulturhauptstadt 2010 beworben hatte, sollte die Parkanlage auch eines der Beiträge für das Programmjahr 2010 werden. Die Stadt bewarb die Fläche als einen „Hortus Curiosus“ (frei übersetzt „Garten der Neugier“) und als vielseitigen Erlebnisraum. Als Park des 21. Jahrhunderts sollte dieser 2010 die Parkanlagen in Braunschweig ergänzen. Braunschweig schied jedoch als Kandidat aus.
Einen weiteren Anlauf für die Umsetzung des Projekts nahm man mit der Anmeldung des Gebiets bei diversen staatlichen Städtebauprogrammen auf sich. Die Parkanlage sollte ab 2008 unter anderem mit EFRE-Mitteln und Mitteln des Städtebauförderprogramms „Soziale Stadt“ kofinanziert werden, die die Stadt aber nicht erhalten hatte.
Im April 2016 wurde das Donauviertel schließlich in das Städtebauförderprogramm „Soziale Stadt“ aufgenommen. Der Park gilt als eines der Sanierungsschwerpunkte bei der Anmeldung zum Programm „Soziale Stadt“ und für die geplante Stadterneuerung. Somit stehen erstmals finanzielle Mittel für konkrete Planungen und Baumaßnahmen zur Verfügung.
Bei der Umgestaltung in ein stadtteilübergreifendes Naherholungsgebiet sollen naturschutzfachliche, freiraumplanerische und soziale Gesichtspunkte berücksichtigt werden. Da sich der Baumbestand seit den 1960er Jahren ungestört entwickeln konnte und manche Bäume beispielsweise als Straßenbäume vor 1960 gepflanzt wurden, finden sich auf dem Gelände heute Bäume die 55 Jahre und älter sind (Stand 2016). Die Planungen der Stadt Braunschweig zum Ringgleis sehen die Vernetzung des Parks mit dem südöstlich verlaufenden westlichen Ringgleis vor.